# Силикатные озёра
Силика́тные озёра — живописные озёра в Левобережном округе города Липецка.
Для добычи силикатного песка, необходимого Липецкому силикатному заводу, в соседнем лесном массиве (Ленинском лесхозе) были выкопаны четыре карьера. Из-за высокой водонасыщенности грунтов в процессе добычи карьеры заполнялись водой. Чтобы это предотвратить, применялись земснаряды.
Впоследствии в 1990-х добыча песка в большинстве карьеров была прекращена, и они превратились в систему Силикатных озёр, сообщающихся между собой и рекой Воронеж.
В озёрах есть родники. Площадь Силикатных озёр колеблется от 7 до 45 га. Глубина — от 7 до 20 метров.
Через некоторое время после прекращения добычи сюда стали ходить окрестные жители, так как здешняя вода оказалась чистой. С тех пор Силикатные озёра стали популярным местом среди липчан.
В 2004 года два озера, ближние к Грязинскому шоссе, огородили забором с колючей проволокой. Эту территорию отдали под развитие стендово-стрелкового комплекса.